# Čudo tehnike
Čudo tehnike je drugi studijski album slovenske rock skupine Mi2, izdan oktobra 1998 pri založbi Dallas Records. Najuspešnejša pesem z albuma je »Moja teta Estera«, uspešne pa so bile tudi »Brigita (z ulice maršala Tita)«, »Ostal sn brez benzina« in »Ramonika rap«.

## Seznam pesmi
| Št. | Naslov                                                                   | Glasba | Dolžina |
| --- | ------------------------------------------------------------------------ | ------ | ------- |
| 1.  | „Moja teta Estera‟                                                       |        | 3:27    |
| 2.  | „Brigita (Z Ulice Maršala Tita)‟                                         |        | 3:49    |
| 3.  | „Ostal sn brez benzina‟                                                  |        | 4:20    |
| 4.  | „Ramonika rap‟                                                           |        | 4:48    |
| 5.  | „Warum ist die Banane krumm?‟ ("Zakaj je banana ukrivljena?")            |        | 3:01    |
| 6.  | „Čustveno stanje mladega bika (moža od druge največje slovenske živali)‟ |        | 3:49    |
| 7.  | „Intro‟                                                                  |        | 0:30    |
| 8.  | „Always Look on the Bright Side of Life‟                                 |        | 3:11    |
| 9.  | „Drašek Flašek‟                                                          | Herman | 3:32    |
| 10. | „Čez obzorje‟                                                            |        | 3:43    |
| 11. | „Ostal sn brez benzina‟ (remiks)                                         |        | 4:18    |
| 12. | „Banane‟ (Dee Jay Time remix)                                            |        | 3:42    |

## Zasedba

### Mi2
- Jernej Dirnbek — vokal, kitara
- Egon Herman — kitara

### Ostali
- Tone Kregar — vokal
- Robi Novak — bas kitara
- Zvonko Tepeš — produkcija, miksanje, mastering, tonski mojster
- Matija Kvesić (Podoba d.o.o.) — oblikovanje
- Aleksander S. Jurkovič in David Vezjak — fotografiranje